# Nasdaq
Nasdaq, akronym för National Association of Securities Dealers Automated Quotations, är en helt elektroniskt baserad börs, grundad 1971, med säte i New York, USA. Ungefär 3 200 företag är listade, oftast snabbväxande bolag med större potential och risk än de noterade på New York Stock Exchange.
2008 förvärvade Nasdaq det svenska företaget OMX AB som driver alla de nordiska börserna utom Oslobörsen. Genom Nasdaq och OMX:s sammangående skapades bolaget Nasdaq OMX Group.

## NASDAQ-indexen
Det är inte bara högteknologiska företag som är noterade på NASDAQ utan också ett helhetssystem av index som har uppstått för att genom varje index reflektera situationen i motsvarande sektor av ekonomin. Det finns nu tretton sådana index, som är baserade på noteringar av värdepapper som handlas i NASDAQ:s elektroniska system.

### Nasdaq-Composite-indexet
Nasdaq-Composite-indexet inkluderar aktier i alla företag som är noterade på NASDAQ-börsen (över 5 000 totalt). Marknadsvärdet beräknas enligt följande: det totala antalet bolagets aktier multipliceras med det aktuella marknadsvärdet för en aktie.

### Nasdaq-100-indexet
Nasdaq-100 inkluderar de 100 största företagen sett till kapitalisering, vars aktier handlas på NASDAQ-börsen. Indexet inkluderar inte företag inom finanssektorn. Från och med 2021 är 57% av Nasdaq-100 teknologiska företag. På Nasdaq-börsen under tickern QQQ handlas en fond vars struktur liknar Nasdaq-100-indexet och upprepar sin dynamik med hör noggrannhet.

### Andra NASDAQ-index
- NASDAQ Bank Index – för företag inom banksektorn
- NASDAQ Biotechnology Index – för medicin- och läkemedelsföretag
- NASDAQ Computer Index – för företag som utvecklar mjukvara och hårdvara för datorer
- NASDAQ Financial Index – för företag inom finanssektorn, förutom banker och försäkringsbolag
- NASDAQ Industrial Index – för industriföretag
- NASDAQ Insurance Index – för försäkringsbolag
- NASDAQ Telecommunications Index – för telekommunikationsföretag.